# むつ市立大畑小学校
むつ市立大畑小学校（むつしりつ おおはたしょうがっこう）は、青森県むつ市の旧下北郡大畑町域にある公立小学校。むつ市立大畑中学校と施設分離型（4・3・2制）小中一貫教育を行っている。

## 概要
- 本校は、正津川地区を除く旧大畑町全域を学区とする。

## 沿革
- 1873年（明治6年）7月11日[2] - 宮浦・坪・菊池・竹園の4塾を併合し、第7大学区第一六中学区五番小学として開校。
- 1874年（明治7年） - 大畑小学と改称。
- 1877年（明治10年） - 小目名分校（ただし正式に「分校」を用いるのは明治14年から）。
- 1879年（明治12年） - 赤川分校設置。
- 1886年（明治19年） - 大畑尋常小学校と改称し、簡易科設置。
- 1887年（明治20年） - 小目名・赤川両分校が、小目名・赤川両簡易小学校として独立。
- 1890年（明治23年） - 簡易科廃止。小目名簡易小学校を再併合。
- 1891年（明治24年） - 関根橋簡易小学校を併合し、関根橋分校設置。
- 1892年（明治25年） - 高等科併置し、大畑尋常高等小学校と改称。赤川簡易小学校を再併合し、赤川分校設置。
- 1899年（明治32年） - 校舎新築。
- 1901年（明治34年）4月 - 全ての分校を分教場と改称。
- 1904年（明治37年） - 木野部分教場設置。
- 1917年（大正6年）4月30日 - 二枚橋分教場設置。
- 1918年（大正7年）12月 - 農業・水産補習学校併設。
- 1920年（大正9年） - 字伊勢堂に新校舎竣工。旧校舎は、関根尋常小学校に売却。
- 1926年（大正15年） - 農業・水産補習学校が、青年訓練所充当となる。
- 1931年（昭和6年）12月20日 - 校舎焼失。
- 1932年（昭和7年）10月13日 - 2階建1228坪の木造洋風[2]新校舎竣工。
- 1934年（昭和9年）4月1日 - 赤石・木野部分教場を統合し、佐助川分教場設置。
- 1935年（昭和10年） - 青年訓練所充当大畑農業・水産補習学校が、公立大畑青年学校となる。
- 1941年（昭和16年）4月1日 - 国民学校令により、大畑国民学校と改称。
- 1947年（昭和22年）4月1日 - 学校教育法施行により、大畑町立大畑小学校と改称。同日、大畑中学校を併置し、高等科生を中学校に移籍。二枚橋分教場が昇格独立し、二枚橋小学校となる。
- 1948年（昭和23年）3月31日 - 大畑青年学校閉鎖。
- 1949年（昭和24年）10月30日 - 大畑中学校校舎第1期工事竣工し、移転。
- 1951年（昭和26年）4月1日 - 小目名・関根橋の両分校が独立し、小目名・関根橋小学校となる。
- 1972年（昭和47年）
  - 5月18日 - 新プール落成し、この日、老人福祉センター・湯坂下児童館・大畑小プール新築合同落成式挙行[2]。
  - 8月10日 - 棟方志功を招き、創立100周年記念講演会開催[2]。
  - 11月3日 - 創立100周年記念式典挙行[2]。
- 1984年（昭和59年） - 新校舎完成[3]。
- 1985年（昭和60年） - 新体育館完成[3]。
- 2005年（平成17年）3月14日 - 大畑町がむつ市へ合併されたため、むつ市立大畑小学校と改称。
- 2008年（平成20年）4月1日 - 小目名小学校と関根橋小学校を統合。
- 2020年（令和2年）3月23日 - 本校校舎の空きスペースにむつ市役所大畑庁舎が移転[4]。
- 2022年（令和4年）4月1日 - 二枚橋小学校を統合[5]。

## 学区
- むつ市大畑町全域

## 周辺
- むつ市役所大畑庁舎 - 同一建物内
- むつ市大畑公民館
- むつ市大畑体育館
- むつ市立中島児童館
- 大畑郵便局
- 国道279号
- 津軽海峡
  - 大畑漁港

## アクセス
- 下北交通 「大畑駅」停留所から、徒歩約550m・徒歩11分。

## 参考資料
- 『青森県教育史 別巻』（青森県教育委員会・1973年12月20日発行）「学校沿革 小学校」831～832頁「大畑小学校」（1951年の記載分まで）